# عائلة آل الشمالي
عائلة الشمالي هي عائلة مارونية كاثوليكية من لبنان. تأسست في كسروان في القرن XVI عشر  .

## أصل الكلمة
إن اللقب شمالي، كونه ماروني في الغالب، سيكون اقتباسًا من كلمة شاملي () التي تعني في السريانية تأسيس وإكمال وتعميد أمر (رجل دين),.

## قصة
شكلت عائلة شمالي رابطة في بداية القرن العشرين لجمع أفرادها الموجودين في لبنان والشتات. قامت الرابطة بزيارة تاريخية للبطريرك أنطوان عريضة في 20 حزيران 1932 في بكركي. تمت الموافقة عليها رسميًا من قبل وزارة الداخلية في 26 مايو 1938، وكانت واحدة من أولى الروابط العائلية والجمعيات المدنية المعترف بها قبل استقلال لبنان عام 1943. تم اختيار آخر مجلس إداري في نوفمبر 2016.

## شخصيات
- جرمانوس شمالي (1828-1895)، شاعر وعالم لاهوت، رئيس أساقفة حلب الماروني (1892-1895) [6]
- بشارة الشمالي (1877-1927)، من مواليد سهيلة، أسقف دمشق الماروني (1920-1927) [7] ، بادرت بملف تقديس الأخوين مسابكي الذين استشهدوا في دمشق إبان اضطهادات عام 1860,[8][9]
- منصور حنّا ناضر الشمالي (1857–1952) هو تاجر حرير لبناني بارز، وُلد في قرية سهيلة، قضاء كسروان، في جبل لبنان. كان من أبرز تجّار الحرير في كل من لبنان وسوريا خلال أواخر القرن التاسع عشر وبدايات القرن العشرين. شغل منصب مختار بلدة سهيلة بين عامي 1916 و1932، حيث لعب دوراً اجتماعياً وإدارياً مهماً في مجتمعه المحلي.
- مارتينوس " مارتن» شمالي (-1900)، رئيس الرهبانيّة اللبنانيّة المارونيّة (1895-1899) [10] ، مؤسّس المدارس في لبنان ودير مار يوسف الظهر الذي كانت القديسة رفقا من أوائل الراهبات فيه.
- إفريم شمالي (1899-1980)، كاهن الكنيسة الرسولية المارونية اللبنانية [11] ، كاتب وقاضي كنسي [12]
- نعمت الله شمالي (1882-1962)، كاهن مؤسس للمدرسة المارونية الضيقة الأولى في الولايات المتحدة،[13][14]
- يوحنا «جان» شمالي، كاهن رعية أول من رعية عشقوت المارونية حيث بنى كنيسة القديس جان بابتيست عام 1797 [12]
- فرح شمالي، كاهن ماروني، بنى كنيسة نوتردام دي لاستسومبشن في درعون عام 1631,[15][16][17]
- حنا «جان» شمالي، كاهن ماروني، بنى كنيسة مار أنطوان في درعون عام 1632,[15][16][17]
- جبرائيل الشمالي (1869-1939) [18] ، رئيس عام للرهبانية المريمية المارونية (1919-1938) ومؤسس عام 1926 دير القديسة تيريز في سهيلة، وهو الأول من نوعه في العالم [19] ، مع دعم الفطيرة الحادي عشر الذي قدم له ذخائر القديس،[20][21]
- أسعد منصور الشمالي (1907-4 / 10/1989) مواليد سهيله كسروان. درس في كلية الحقوق والعلوم السياسية في جامعة القديس يوسف في بيروت. قاضي ونائب عام طرابلس أربعينيات القرن الماضي.
- الياس منصور الشمالي (1910-1998)؛ د. ولد في سهيله- كسروان، وهو طبيب ذائع الصيت والشهرة في لبنان وخاصة في كسروان. كان الطبيب الشخصي للآباء اللاعزاريين في معهد القديس يوسف في عينطورة (CSJA) من الأربعينيات وحتى السبعينيات.
- روجر الشمالي، المدير العام الأسبق للتربية الوطنية والفنون الجميلة في لبنان [22] ، فارس وسام جوقة الشرف (1982) [23]
- فؤاد الشمالي، نقيب الأطباء اللبنانيين (1975-1985),[24][25]
- نهاد اسعد الشمالي من مواليد 1933 سهيله، كسروان. حقق نجاحًا كبيرًا في مجال ريادة الأعمال. درس في معهد القديس يوسف - عينطورة ومن ثم حصل على شهادات عالية في الرياضيات من الجامعة اللبنانية. تابع دراسته في مجال ادارة الاعمال و المال. اسس شركات عديدة منها "ايمز" لوساطة التأمين و شغل منصب المدير المالي الرئيسي (General Controller/CFO) لمجموعة اندفكو العالمية لعقود. من ابرز القياديين في العمل التطوعي و في الشأن العام. مؤسس و الرئيس الفخري لمنتدى "لقاء الاثنين في كسروان".
- رامي شمالي (1987-2010) متسابق في ستار أكاديمي 7
- شاكر شمالي، رئيس سابق لنقابة المطابعين في لبنان [26]
- ريتشارد شمالي، العميد الفخري لكلية الحقوق والعلوم السياسية في جامعة القديس يوسف في بيروت، فارس وسام الاستحقاق الوطني (2003) [27]
- جاكلين شمالي ني أوروي، أستاذة جامعية، فارس وسام الاستحقاق الوطني (1997) [28]
- شمعون كلاس الشمالي (1912-1995)، عقيد الدرك، مُزين بشارة الأرز ووسام الاستحقاق اللبناني.

## المذكرات والمراجع
1. ↑  Khāzin، Munīr Wuhaybah؛ Laḥdū، Wākīm Bū (1982). Jūniyah ʻabra ḥuqub al-tārīkh. مؤرشف من الأصل في 2022-10-31. اطلع عليه بتاريخ 2017-10-08.
2. ↑  19.-, Tamer, Jana, (2004). Les sources étonnantes des noms du monde arabe (بالفرنسية). Paris: Maisonneuve et Larose. p. 111. ISBN:2-7068-1810-7. OCLC:418414555. Archived from the original on 2022-12-03. {{استشهاد بكتاب}}: الوسيط |مؤلف1-الأخير= يحوي أسماء رقمية (help)صيانة الاستشهاد: أسماء متعددة: قائمة المؤلفين (link) صيانة الاستشهاد: علامات ترقيم زائدة (link)
3. ↑  Louis.، Costaz, (2002). Dictionnaire syriaque-français = Syriac-English dictionary = Qāmus Siryānī ʻArabī. Dar el-Machreq. ص. 184. ISBN:2-7214-2235-9. OCLC:70821113. مؤرشف من الأصل في 2022-12-03. {{استشهاد بكتاب}}: عمود مفقود في: |عنوان= (مساعدة)صيانة الاستشهاد: أسماء متعددة: قائمة المؤلفين (link) صيانة الاستشهاد: علامات ترقيم زائدة (link)
4. ↑  "لائحة باسماء الجمعيات – محافظة جبل لبنان". Archived from [www.socialaffairs.gov.lb/admin/Uploads/112_1.doc the original] on 2022-12-03. {{استشهاد ويب}}: تحقق من قيمة |مسار= (help)
5. ↑  "La ligue de la famille Chémali choisit son nouveau conseil administratif". L'Orient-Le Jour. 26 نوفمبر 2016. مؤرشف من الأصل في 2022-10-31. اطلع عليه بتاريخ 2017-10-21.
6. ↑  Cheney، David M. "Archbishop Germanos Chémali [Catholic-Hierarchy]". www.catholic-hierarchy.org. مؤرشف من الأصل في 2022-10-31. اطلع عليه بتاريخ 2017-10-02.
7. ↑  Cheney، David M. "Archbishop Béchara Richard Chémali [Catholic-Hierarchy]". www.catholic-hierarchy.org. مؤرشف من الأصل في 2022-10-31. اطلع عليه بتاريخ 2017-10-02.
8. ↑  "Maronite Saints - Massabki Brothers". www.mcparish.org (بالإنجليزية). Archived from the original on 2017-10-15. Retrieved 2017-10-02.
9. ↑  Acta Apostolicae Sedis (Annus XVIII, Volumen XVIII) (PDF) (باللاتينية). Typis Polyglottis Vaticanis. p. 413. Archived from the original (PDF) on 2022-10-14.
10. ↑  "Home". www.olm.org.lb. مؤرشف من الأصل في 2017-09-26. اطلع عليه بتاريخ 2017-10-02.
11. ↑  "Congregation Of Maronite Lebanese Missionaries". www.lebanesemissionaries.org. مؤرشف من الأصل في 2017-10-02. اطلع عليه بتاريخ 2017-10-02.
12. 1 2  "موسوعة قرى ومدن لبنان | الدّفنة : أنظر أدما دفون". books.rafed.net. مؤرشف من الأصل في 2014-09-13. اطلع عليه بتاريخ 2017-10-02.
13. ↑  Rouchdy, Aleya (1992). The Arabic Language in America (بالإنجليزية). Wayne State University Press. p. 102. ISBN:0-8143-2284-0. Archived from the original on 2022-10-31. Retrieved 2017-10-02.
14. ↑  Doty, William Joseph; Congdon, Charles Edwin; Thornton, Lewis Henry (1940). The Historic Annals of Southwestern New York (بالإنجليزية). Lewis Historical Publishing Company. p. 666. Archived from the original on 2022-10-31. Retrieved 2017-10-02.
15. 1 2  Duwayhī، Isṭifān (1951). Tārīkh al-azminah, 1095-1699. al-Maṭbaʻah al-Kāthūlīkīyah. ص. 254. مؤرشف من الأصل في 2022-10-31. اطلع عليه بتاريخ 2017-10-04.
16. 1 2  إلياس، دبس، يوسف بن. كتاب تاريخ سورية /. المطبعة العمومية،. مؤرشف من الأصل في 2022-12-02. اطلع عليه بتاريخ 2017-10-08.
17. 1 2  Dibs، Yūsuf (1905). Al-Jāmi al-Mufaṣṣal. مؤرشف من الأصل في 2022-10-31. اطلع عليه بتاريخ 2017-10-08.
18. ↑  Khūrī، ʻAbd Allāh (2001). Mufakkirat al-Muṭrān ʻAbd Allāh al-Khūrī : yawmīyātuhu ibbāna al-mufāwaḍāt min ajl Lubnān al-kabīr, Bārīs 1920 wa-mulḥaqān bi-al-mustanadāt wa-al-aʻlām. جامعة السيدة اللويزة، مكتب الأبحاث والإنماء،. مؤرشف من الأصل في 2022-10-31. اطلع عليه بتاريخ 2017-10-08.
19. ↑  ادوار، مراد ، عماد (2006). الاديرة في قضاء كسروان. منشورات الرسل،. مؤرشف من الأصل في 2022-10-31. اطلع عليه بتاريخ 2017-10-08.
20. ↑  "OMM | لبنان". www.omm.org.lb. مؤرشف من الأصل في 2017-10-10. اطلع عليه بتاريخ 2017-10-08.
21. ↑  "Une chapelle du Liban inaugurée dans la Basilique Sainte-Thérèse-de-Lisieux | Marie Josée Rizkallah | Libnanews". Libnanews (بfr-FR). 3 May 2016. Archived from the original on 2022-10-31. Retrieved 2017-10-08.{{استشهاد بدورية محكمة}}:  صيانة الاستشهاد: لغة غير مدعومة (link)
22. ↑  Québec, Bibliothèque et Archives nationales du. "BAnQ | Bibliothèque et Archives nationales du Québec". http://collections.banq.qc.ca/ark:/52327/bs579764 (بالفرنسية). Archived from the original on 2022-11-07. Retrieved 2017-10-02. {{استشهاد ويب}}: روابط خارجية في |موقع= (help)
23. ↑  Massoud, Evelyne (1984). Roger Chemali (بالفرنسية). Al Arabya. Archived from the original on 2022-10-31. Retrieved 2018-01-29.
24. ↑  "Ordre des Médecins Libanais | Les Présidents de l'Ordre |". oml.org.lb (بالإنجليزية). Archived from the original on 2020-08-11. Retrieved 2017-10-02.
25. ↑  Assaf، Claude (13 يوليو 2017). "En Fouad Chémaly, tous les visages de la résistance". L'Orient-Le Jour. مؤرشف من الأصل في 2022-10-31. اطلع عليه بتاريخ 2017-10-02.
26. ↑  "Profile | About Us | Chemaly & Chemaly | Printing Press s.a.l". Chemaly & Chemaly | Printing Press s.a.l. مؤرشف من الأصل في 2022-10-31. اطلع عليه بتاريخ 2017-10-02.
27. ↑  Décret du 14 novembre 2003 portant promotion et nomination. مؤرشف من الأصل في 2022-02-17. اطلع عليه بتاريخ 2017-11-06.
28. ↑  Ordre national du Mérite. مؤرشف من الأصل في 2022-10-31. اطلع عليه بتاريخ 2017-11-06.